# Misgomyces

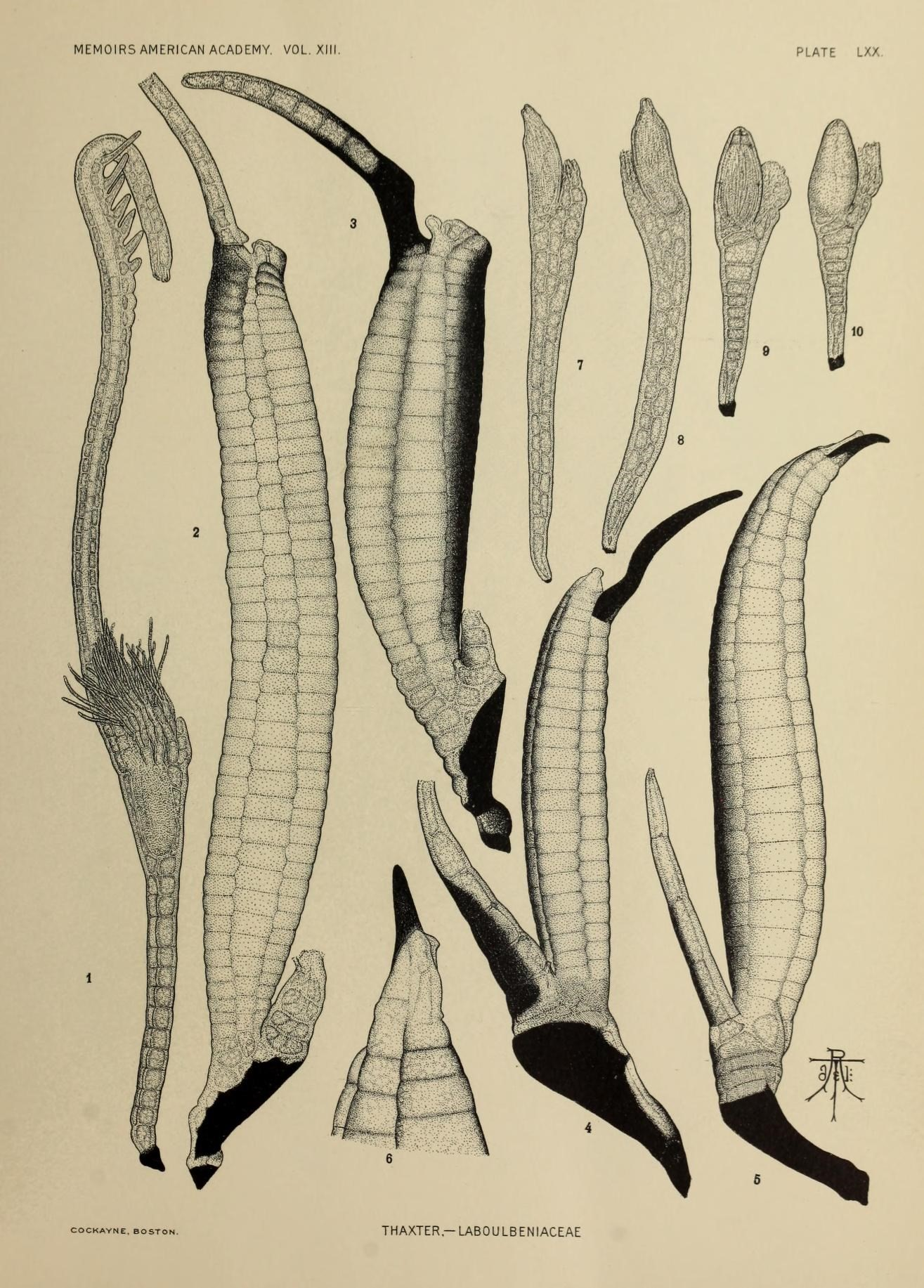

Misgomyces es un género de hongos de la familia Laboulbeniaceae. El género contiene 6 especies.

## Especies
- Misgomyces annae T. Majewski, 1973
- Misgomyces dyschirii Thaxt., 1900
- Misgomyces flexus T. Majewski, 1973
- Misgomyces heteroceri Maire, 1920
- Misgomyces ptenidii Scheloske, 1969 (también conocido como Siemaszkoa ptenidii)
- Misgomyces trichopterophilus (Thaxt.) Thaxt., 1931